# Johann Christian Paulsen
Johann Christian Paulsen (* 15. November 1748 in Uslar; † 10. Januar 1825 auf Gut Nassengrund bei Blomberg) war ein deutscher Forstmann.

## Leben
Paulsen wurde von seinem Vater, einem Verwaltungsbeamten, ausgebildet, insbesondere in den Bereichen Mathematik und Forstwissenschaft. Im Mai 1771 erhielt er zunächst eine Stelle als Forstadjunkt, dann am 12. September 1771 zum „wirklichen reitenden Förster“ ernannt. Er initiierte als solcher den Übergang vom regellosen Plenterbetrieb zur geregelten Hochwaldwirtschaft. Am 1. Mai 1789 wurde er Oberförster im Fürstentum Lippe. Er hatte die Verwaltung der Forsten von Barenholz, Berlebeck, Eckelau, Horn, Hiddesen und Kohlstädt inne und seinen Sitz in Schieder. Auch war er an der Formulierung der Forstordnung von 1791 beteiligt. Außerdem wurde ihm die Aufgabe übertragen, sämtliche Lippeschen Forste zu inspizieren. 1794 wurde ihm die Verwaltung des Schwalenberger Forstes mit Sitz in Biesterfeld übertragen. Er war um die Verbesserung des Forstes in Lippe bemüht und fand beim Kammerrat Führer sowie beim Jagdjunker von Donop Unterstützung, jedoch wandten sich die Revierförster gegen sein Wirken. Aufgrund von Intrigen gegen ihn, wurde ihm die Inspektion Lippeschen Forsten 1797 entzogen. Nach anhaltenden Widrigkeiten in der Forstverwaltung, die sich auf seine gesundheitliche Verfassung auswirkten, bat er 1812 um die Versetzung in den Ruhestand, die allerdings erst im Oktober 1815 erfolgte. Daraufhin zog er sich auf Gut Nassengrund zurück.
Er erlangte durch die erstmaligen Verwendung von Formzahlen zur Massenermittlung von Beständen an Bedeutung. Zu seinen Verdiensten zählen die rationelle Taxationsmetode und ein Verfahren zur Ertragsschätzung, wobei Johann Christian Hundeshagen erst 1821 das gleiche Verfahren nochmals entwickelte.
Die Schachspieler Louis Paulsen und Wilfried Paulsen waren seine Enkel.

## Werke (Auswahl)
- Entwurf zur wirthschaftlichen Eintheilung des Holzvorraths sowohl in Eichen- als auch in Buchenforsten, so überhaupt als Baum- u. nicht als Schlagholz betrieben werden, Manuskript 1787.
- Kurze praktische Anweisung zum Forstwesen oder Grundsäzze über die vortheilhafteste Einrichtung der Forsthaushaltung und über Ausmittelung des Werths vom Forstgrunde besonders auf die Grafschaft Lippe angewendet, Detmold 1795.
  - 2. Auflage als Kurze praktische Anweisung zum Forstwesen und zur Veranschlagung der Forsten, Hahn, Hannover 1797.
- Über die richtigste Art die Berechnung des Zuwachses an ganzen Holzbeständen in den Waldungen, 1800.